# Juvenalij (Polovcev)
Juvenalij (světským jménem: Ivan Andrejevič Polovcev nebo Polovcov; 2. listopadu 1826, Oranienbaum – 25. dubna 1904, Vilnius) byl ruský duchovní Ruské pravoslavné církve a arcibiskup litevský a vilenský.

## Život
Narodil se 2. listopadu 1826 v Oranienbaumu. Pocházel ze šlechtického rodu. Již v mládí ovládal francouzštinu, němčinu a angličtinu. Studoval na Michajlovské vojenské dělostřelecké akademii a sloužil v armádě.
Od mládí snil o mnišství, za což se mu vysmívali jeho kolegové v dělostřelectvu.
Vážně nemocný přísahal, že když se uzdraví, stane se monachem.
Dne 15. března 1847 vstoupil jako poslušník do Optiny Pustyň. Dne 29. dubna 1855 byl postřižen na monacha se jménem Juvenalij. Dne 11. července 1857 byl rukopoložen na jeromonacha.
Dne 22. října 1857 se stal členem Ruské duchovní misie v Jeruzalémě. Byl znalý řečtiny, latiny a syrštiny.
Dne 10. října 1861 se po návratu do Ruska stal představeným Glinské pustyně a byl povýšen na igumena.
Od 8. května 1862 působil jako představený Korenné pustyně a 15. srpna byl povýšen na archimandritu.
Dne 21. prosince 1867 byl ustanoven představeným Alexandro-Něvské lávry. Dne 26. června 1871 byl z důvodu nemoci penzionován a jako místo pobytu byla určena Optina Pustyň.
Dne 21. května 1884 byl jmenován představeným Kyjevskopečerské lávry.
Roku 1892 byl Nejsvětějším synodem zvolen biskupem balachninským a vikářem nižněnovgorodské eparchie. Dne 25. října proběhla jeho biskupská chirotonie. Světiteli byli metropolita kyjevský a haličský Ioannikij (Rudněv), arcibiskup cholmsko-varšavský Flavian (Goroděckij) a biskupové Gurij, German, Antonij, Nikandr a Nikolaj.
Dne 3. září 1893 byl ustanoven biskupem kurským a bělgorodským.
Od 7. března 1898 byl arcibiskupem litevským a vilenským.
Roku 1899 se stal čestným členem Kazaňské duchovní akademie.
Zemřel 25. dubna 1904 ve Vilniusu. Pohřben byl v monastýru Svatého Ducha ve Vilniusu.